# Otto Christian Archibald von Bismarck
Otto Christian Archibald, Fürst von Bismarck (født 25. september 1897, død 24. december 1975) var en tysk politiker og diplomat. 
Ældste søn af Herbert, Fürst von Bismarck, sønnesøn af den berømte statsmand Otto von Bismarck og ældre bror til Gottfried Graf von Bismarck-Schönhausen. Blev i 1933 medlem af NSDAP. Hans barnebarn Carl-Eduard von Bismarck er medlem af den tyske forbundsdag for CDU.
Han var ejer af slottet Friedrichsruh, som Røde Kors anvendte som hovedkvarter under aktionen for at befri de nordiske KZ-lejrfanger, idet Folke Bernadotte kendte Bismarck, bl.a. som følge af dennes svenske ægteskab.
1. ↑  Navnet er anført på engelsk og stammer fra Wikidata hvor navnet endnu ikke findes på dansk.